# Wortmania otariidens
La wortmania (Wortmania otariidens) è un mammifero estinto, appartenente ai teniodonti. Visse nel Paleocene inferiore (circa 65 - 63 milioni di anni fa) e i suoi resti fossili sono stati ritrovati in Nordamerica.

## Descrizione
Questo animale, benché molto antico, era già di dimensioni medio-grandi: il cranio era lungo circa 18 centimetri, e l'animale intero poteva sfiorare il metro di lunghezza. Wortmania possedeva un corpo robusto e un muso corto e alto. La cresta sagittale, se raffrontata a quella di altri teniodonti successivi, non era molto marcata, ma l'architettura cranica già preannunciava quella delle forme successive. L'osso premascellare si allungava all'indietro e andava a separare per un lungo tratto l'osso nasale e il mascellare. La mandibola era molto alta, rigonfia nella parte inferiore e massiccia. Il processo coronoide era alto e ampio, con un condilo molto elevato, con caratteri intermedi tra quelli di Conoryctes e Psittacotherium.
Wortmania presentava tutte le caratteristiche dentarie tipiche dei teniodonti successivi: presenza di una sola coppia di incisivi, sviluppo notevole della taglia dei canini (ancora totalmente ricoperti di smalto). Premolari e molari erano già piuttosto robusti, e i molari erano dotati di protocono e metacono di grande taglia, ma non erano della robustezza e della taglia eccezionale di quelli di Ectoganus e Stylinodon. 
Il corpo era robusto, gli arti forti e plantigradi, la coda relativamente corta e molto robusta. Gli arti erano dotati di grandi artigli ricurvi, compressi lateralmente.

## Classificazione
Wortmania otariidens venne descritto per la prima volta da Edward Drinker Cope nel 1885 con il nome di Hemiganus otariidens, sulla base di fossili ritrovati in terreni dell'inizio del Paleocene in Nuovo Messico. Successivamente, il nome venne cambiato da Hay (1899) in Wortmania, in quanto Hemiganus era stato già utilizzato per un altro animale. A questo animale sono stati in seguito attribuiti anche fossili di un altro teniodonte noto come Robertschochia sullivani (Williamson e Brusatte, 2013). 
Wortmania è noto per alcuni fossili ben conservati, ed è uno dei più antichi mammiferi cenozoici di cui si conoscano varie parti dello scheletro. Wortmania è un membro arcaico dei teniodonti, un gruppo di mammiferi arcaici dotati di canini molto grossi e di zampe adatte a scavare. Nonostante Wortmania sia uno dei più antichi teniodonti noti, sembra che fosse già piuttosto specializzato e ascrivibile alla famiglia Stylinodontidae, che include le forme più derivate del gruppo.

## Paleoecologia
Ulna e radio molto robusti indicano che Wortmania era un ottimo scavatore. Probabilmente dissotterrava radici di cui si cibava, grazie ai forti denti canini e ai molari e premolari robusti.